# Cerodothis
Cerodothis — рід грибів. Назва вперше опублікована 1969 року.

## Класифікація
До роду Cerodothis відносять 1 вид:
- Cerodothis aurea